# Arbeitskreis deutscher Bildungsstätten
Der „Arbeitskreis deutscher Bildungsstätten e. V. – Unabhängige Institutionen für politische Bildung und Jugendarbeit“ (AdB) ist ein bundesweiter Fachverband der politischen Bildung. Im AdB haben sich Einrichtungen außerschulischer politischer Jugend- und Erwachsenenbildung unterschiedlichster Profile zusammengeschlossen. Er will seinen Mitgliedern ein Forum für fachlichen Erfahrungsaustausch, Fortbildung und gemeinsame bildungspolitische Interessenvertretung bieten. Der AdB sieht sich als konfessionell und parteipolitisch nicht einseitig gebunden. Als wesentlicher Bestandteil der Infrastruktur der Kinder- und Jugendhilfe auf Bundesebene wird der Verband vom Bundesministerium für Familie, Senioren, Frauen und Jugend gefördert. Der Sitz des Vereins ist Berlin, dort befindet sich auch die Geschäftsstelle.

## Zielsetzung und Zweck
Der Verein möchte unmittelbar die außerschulische Bildung, insbesondere die politische Bildung als Element der Allgemeinbildung, fördern. Laut Satzung dient er „dem Erfahrungsaustausch und der Zusammenarbeit seiner Mitglieder in der Bundesrepublik Deutschland.“

Indem der AdB sich als Fachverband versteht, sieht er seine Aufgaben vor allem in Fach- und Fortbildungstagungen und Projekten im In- und Ausland, in der Entwicklung und Erprobung von Modellen und Konzepten der außerschulischen politischen Bildung und Jugendhilfe, in der Organisation von Fachkommissionen und Arbeitsgruppen sowie der Veröffentlichung von Publikationen.

## Geschichte
Die internationale Arbeit knüpfte in ihren Anfängen mit punktuellen Beteiligungen an internationalen Initiativen an der Tradition der Bildungsstätten an, die unmittelbar nach dem Zweiten Weltkrieg mit der Organisation von internationalen Bildungsveranstaltungen ihren Beitrag zur Versöhnung leisten wollten. Berthold Finkelstein war von 1961 bis 1981 im Vorstand bzw. als Vorsitzender des Verbandes tätig. Mit Partnern in Polen (seit 1975), Israel (seit 1978) und der Sowjetunion/Russland (seit 1983) wurden jedes Jahr Fachprogramme durchgeführt. Demokratieentwicklung war das Thema kurzfristiger Projekte und einer befristeten Zusammenarbeit – wenn auch unter sehr unterschiedlichen Fragestellungen – mit Frankreich (1976), Großbritannien (1976–79), Italien (1981–84), Litauen (1993–96), Estland (1992–94) und Bulgarien (1993).
Nach dem Zusammenbruch der Blocksysteme und den damit verbundenen politischen, sozialen und wirtschaftlichen Umbrüchen wurde seit Beginn der 90er Jahre unter dem Motto „Lernen für die Demokratie“ die Zusammenarbeit mit Partnern in Mittel- und Osteuropa, vor allem in Russland (mit der Moskauer geisteswissenschaftlich-sozialen Universität und der „Bewegung der Frauen Russlands“), der Mongolei (mit der NGO „Sunrise“ und der Stadt UlaanBaatar) und den palästinensischen Autonomien (Jerusalem Centre for Women und Institute for Peace and Democracy) aufgebaut und vertieft. Die jährlichen Fachprogramme mit Israel – viele Jahre mit dem Rutenberg-Institut für Jugenderziehung in Haifa, seit 1994 mit Givat Haviva, der zentralen Bildungsstätte der Kibbuzbewegung – setzen sich mit den Herausforderungen der demokratischen Entwicklung in beiden Ländern auseinander. Am Anfang der Zusammenarbeit mit dem spanischen Volkshochschul-Verband FEUP (seit 1984) stand der Versuch, die junge spanische Demokratie durch partizipative Ansätze in der Bildungsarbeit zu unterstützen.
2002 wurde auf Initiative des AdB das europäische Bildungsnetzwerk für Demokratie und Menschenrechte „DARE“ mit Sitz in Belgien mit dem Zweck gegründet, eine Plattform für Partnerschaften Kooperationen und eine Strategieentwicklung zu bieten. „DARE – Democracy and Human Rights Education in Europe“ haben sich 36 Organisationen in 26 Ländern angeschlossen. Ein sechsköpfiger Vorstand, dem Hannelore Chiout, AdB, vorsitzt, koordiniert die Aktivitäten. Das Netzwerk wurde als Grundtvig-4-Projekt von der Europäischen Kommission gefördert und umfasst NGOs, Bildungs-, Forschungs- und andere Organisationen, die ihre vorrangige Aufgabe in der Erziehung zu Menschenrechten und demokratischer Bürgerschaft sehen. Ständige Arbeitsgruppen beraten Bildungs-, politische und operationale Fragen, jährlich finden Seminare und Konferenzen statt, und regelmäßig erscheint ein „Newsletter“.